# Дон Роса
Кено Дон Дон Хуго Роса (енгл. Keno Don Hugo Rosa) је цртач стрипова за Дизни компанију (The Walt Disney Company) у периоду од 1986. до 2006. – пуних 20 година је радио углавном приче о Паји Патку и његовом друштву Паткова. На нашим просторима његове стрипове највише је објављивао Микијев забавник.

## Биографија
Дон Роса је рођен 1951. у Луивилу (Кентаки, САД), али порекло води из Италије. Његов деда по оцу је био италијански имигрант који је у Луивилу основао грађевинску фирму која је остала у породици, само је Дон кренуо путем уметности. Иначе је по образовању дипломирани инжињер грађевине, што значи да је студирао вероватно са намером да настави традицију преузимања породичне фирме.
Дон је одмалена био велики фан стрипа, и то захваљујући старијој сестри, која је ревносно скупљала Дизнијеве стрипове, које су објављивале разне издавачке куће. Сама компанија Дизни се бавила искључиво филмовима, продукцију стрипова предавала је другим кућама широм света, нарочито у Европи, тако да је квалитет стрипова био разнолик. При томе, Дизни је забрањивао ауторима да потписују стрипове, тако да су само фанови познавали овог или оног цртача. Временом, Роса је постао велики љубитељ тада активног, легендарног мајстора Карла Баркса (Carl Barks, 1901-2000), чији препознатљив стил је сам по себи одскакао од осталих.
Од других стрипова и жанрова, скупљао је и Супермена, Малу Лулу (Little Lulu), СФ и хорор издања, тако да Роса поседује обимну колекцију стрипова (преко 40.000 наслова) коју чува и данас. Међутим, оно што вероватно највише говори о његовој посвећености стрипу је да вози кола са таблицама COMICS!

### Почеци рада на стрипу
Рад на стрипу започео је кроз разне фанзине и студентске новине, и то најпре са стрипом "The Pertwillaby papers". Током студија, све до дипломирања, успео је да објави не мање од 127 епизода овог стрипа! Тиме је успео да стекне стартни углед у круговима који су пратили неафирмисане стрипове.
Роса никада није похађао уметничку школу или ишао на курсеве цртања, и то је можда и један од разлога што често о самом себи каже да је лош цртач – нарочито када су у питању прве епизоде Паткова које је створио.

### Рад за издавача Гледстон
Средином 80-их година ситуација са Дизнијевим стриповима није била најбоља. Велики Карл Баркс се повукао из посла, издавачке куће су све мање издавале Дизнијеве стрипове, и они су дошли у кризу. Године 1986. групица верних Дизнијевих фанова покренула је малу издавачку кућу под именом Гледстон (Gladstone publishing), при којој су имали намеру да ту ствар поправе. Они, покренути љубављу за стрипом, не само да су у томе успели, већ су довели и до афирмације низа нових аутора Дизнијевих стрипова чија имена су од тада и јавно представљана, као што је то било раније са Барксом, Флојдом Готфредсоном (Floyd Gottfredson, 1905-1986), Алом Талиафером (Al Taliaferro, 1905-1969) и Тонијем Строблом (Tony Strobl, 1915-1991). Нека од тих нових имена била су Марко Рота (Marco Rota, 1942–), Вилијам Ван Хорн (William Van Horn, 1939–), Романо Скарпа (Romano Scarpa, 1927-2005), "Викар" (Victor Ríos – Vicar, 1934-2012), Кавацано (Giorgio Cavazzano, 1947–), а не на крају реда — и Дон Роса.
У времену када је Гледстон почео да издаје, америчких аутора готово и није било. Изгледало је као да је време Дизнија прошлост. Усред те ситуације, Дон Роса је 1987. одважно одлучио да се јави и да замоли редакцију за прилику да се докаже. Тражио је да за пробу уради једну епизоду о породици Мек Патак, и буквално себе препоручио речима ”рођен сам да правим стрипове о Патковима у стилу великог Карла Баркса!” Елем, према многима, потпуно је био у праву, и Дон Роса ускоро седа у трон свог мајстора преца.
Главни уредник Гледстона, Бајрон Ериксон када је примио Росу и видео цртеже које је донео са собом, одлучио је да му да прилику за доказивање. Тако је настао стрип ”Son of the Sun”, прва Росина прича о Патковима, и одазив публике је био изузетно позитиван.
Роса се тако обрадовао и одважио да се одлучио на изузетно храбар потез, на продају породичне фирме, да би се прихватио уговора о трајном ангажовању од стране Гледстона. Тако је кренуо рад на стриповима, што са краћим хумористичким, што са дужим епским радњама, при којима је Роса вешто уобличавао ликове кроз кадрирање, изразе лица, изузетно веште игре речи и добар смисао за хумор. Све то, и његова велика посвећеност савршенству као код Карла Баркса, Росу је издвојило из гомиле. По сопственим речима, мрзи да ствара ”низ глупавих гегова на само пар страна”.
Међутим, каријера у Гледстону није била дугог века. Издавач је био исувише мали да би могао да хонорарно подржи сопственог аутора, те је издавање сваког стрипа који је Роса урадио био само екстра трошак, иако су хонорари које је цртач примао иовако били скромни. 1990. године, Гледстон званично губи лиценцу за издавање Дизни стрипова, и то у корист саме компаније Дизни, која се први пут до тада – можда и подстакнута успехом Гледстона – заинтересовала за издавање сопствених стрипова! То је за Дона била лоша вест, пошто је изгубио посао стрип-аутора, а није више имао ни породичну фирму у коју би се вратио. У новом корпоративном пословању и издавачкој политици Дизни компаније није нашао себе, те се определио за огорчен корак да ради за друге, мање захтевне фирме.
Тако је урадио неколико пројеката Паткова за холандску кућу Оберон, цртеже за четири приче по сценарију тамошњих аутора (Leaky luck, Forget me not, Well educated Duck, Give unto others). Такође је написао и сценарио за кратку причу у оквиру серијала "Пачје приче" (Duck Tales). Ови на силу, а не из задовољства урађени пројекти нису били његови најквалитетнији радови, на шта он одговара "Па, нисам имао избора, нисам имао посао".
Потом је урадио још две приче за Оберон (On a silver platter, The pied piper of Duckburg), и једну за компанију Дизни (The money pit), да би се једног дана десио историјски тренутак – позив из Европе, од стране редакције данске фирме Егмонт. На запрепашћење самог аутора, у Европи је до тада стекао изузетан број читалаца, који су волели његов стил и вапили за још стрипова. Истовремено, стари Дизни фанови су захтевали од редакција да нађу аутора који би правио наставке Барксових класика. Егмонт је увидео да је Роса као створен за тај посао, те га је контактирао и понудио му уговор. Добивши већи хонорар него што је сањао Роса одмах прихвата уговор, те од 1991. године црта стрипове за дански Егмонт, који је уједно и издавач код кога – 13 година касније – Роса званично окончава своју каријеру.

### Најважнији доприноси
Радећи за Егмонт, Роса достиже врхунац своје каријере и убрзо постаје познат као аутор који прави квалитетне наставке стрипа у стилу Карла Баркса. Само неке од њих су ”Return to Plain Awful”, ”Return to Xanadu”, ”War of the Wendigo”, “Last sled to Dawson”, “The lost charts of Columbus”... Али ту је и дело које се истовремено истиче и као круна Росиног стваралаштва – “Живот и време Баје Патка” (Life and times of Scrooge McDuck). У овој капиталној саги од 17 делова Роса приказује животну причу Баје Патка, авантуру о тражењу богатства, губљењу људскости а ипак, и о искупљењу.
Ову серију Роса је изградио пажљиво прикупљајући референце о Бајином животу из Барксових дела и од њих склопио хронолошку причу. Радећи на стрипу две и по године, препричао је комплетан Бајин живот од сиромашног детињства у Шкотској, до његових авантура и на крају, повратка тамо где је читаво Бајино путовање започело – на Шкотско тло. За ову серију Роса је 1995. добио престижну америчку награду за стрип – The Eisner award.
Поред приче о омиљеном јунаку Баји Патку, Роса је такође обрадио следеће карактере:
- објаснио је зашто је Паја Патак пргаве нарави
- описао оснивање Патковграда
- приказао породично стабло Паје Патка[8][9]
- основао организацију Младих пачјих извиђача
- испричао велику тајну породице Мек Патак
- Објаснио зашто Цаканог Цају прати срећа (иначе, он се у оригиналу зове Gladstone Gander, име које је кућа Гледстон узела надајући се бољој срећи, коју јој име није донело, али јесте Дону Роси)
- приказао први сусрет са Булдозима
- осмислио друштво Проке Проналазача, и још много тога...

Настављајући традицију Карла Баркса, Роса је дао свој допринос разбијању предрасуде да је стрип, а нарочито Дизни – искључиво за децу. Створио је наду за повратак Дизнијевих стрипова на величину која их је раније красила, и издвајала их из масе празних и шупљих дела потрошачке мас-продукције.
Осим што је цртао саме стрипове, Роса је аутор бројних насловница за корице Дизни стрипова, плаката, календара...
Дон Роса се, на велику жалост стрип читалаца због оштећеног вида морао повући из посла, јер није више био у могућности да црта прецизно као некада. Али је изузетно привржен фановима, и редовно се појављује на стрип манифестацијама по целом свету, где црта и потписује за све љубитеље стрипа.

## Попис стрипова Дона Росе
Због великог броја оригиналних радова Росе, код нас штампаних у разноразним издањима, попис домаћих едиција нигде није објављен у целости. Попис свих енглеских издања и издања на неким другим језицима могу се наћи на интернету.
На Нашим просторима стрипове Дона Росе објављивали су часописи Disney Show (ванредно издање Микијевог забавника), Микијев забавник, Микијев алманах (?), и српски односно хрватски Mickey Mouse & Friends (MM&F). На списковима издања је 2010. радила и група ентузијаста на форуму продавнице стрипа "Darkwood". Обзиром да је током година излазило на хиљаде бројева Микијевих забавника и других издања, пописивање свих домаћих едиција је велик посао, те званично нигде није изашао готов списак, али је делимичан доступан на поменутом форуму, са низом синопсиса епизода, стрип-критикама, вестима, итд.
Домаћи фанови Дизнија дуго чекају издавање Дизнијевих класика, па тако и опуса Дон Росе у луксузним, збирним (такозваним омнибус) издањима, али још увек недостају чак и киоск издања многих дела.

## Списак јунака Патковграда
Дон Роса је нацртао породично стабло Паје Патка са именима многих Паткова. Следећи списак главних актера у Патковграду је састављен на основу стрипова објављених у Србији (Микијев алманах, Микијев забавник и други).
| Оригинално име                 | Име у преводу                                         |
| ------------------------------ | ----------------------------------------------------- |
| Donald Duck                    | Паја Патак                                            |
| Daisy Duck                     | Пата (Пајина девојка)                                 |
| John D . RockerDuck            | име Злођко, а презиме Варалић (из Микијевог алманаха) |
| Scrooge McDuck                 | Bаја (Mek)Patаk                                       |
| Huey, Dewey and Louie          | Раја, Гаја и Влаја (Пајини сестрићи)                  |
| Flintheart Gloomgold           | име Шкрта, а презиме Гад                              |
| Soapy Slick                    | Носоња Зулуфић (превод из Disney Show #3)             |
| Hortenssia McDuck              | Хортензија Патак (Бајина сестра)                      |
| McDuck'с                       | МекДакови су МекПаткови                               |
| Matilda McDuck                 | Матилда МекПатак (Бајина сестра)                      |
| Fergus McDuck                  | Фергус МекПатак (у једном стрипу се звао Таја)        |
| Downy O Drake                  | Гарденија МекПатак                                    |
| Ludwig Von Drake               | Деда Стаја (супруг Бајине сестре Матилде)             |
| Glittering Goldie              | Злата Каратић (превод из Disney Show #3)              |
| Junior Woodchucks of the world | Млади извиђачи (пачјег света)                         |
| Cornelus Coot                  | Корнелије Лисак                                       |
| Clinton Coot                   | Клинтон Лисак                                         |
| Kasey Coot                     | Кале Лисак                                            |
| Elvira Coot (Grandma Duck)     | Бака Ката, такође и Бака Пака                         |
| Jake McDuc                     | Ðоле МекПатак                                         |
| Quackmore Duck                 | Квакоје Патак или Квакослав (отац Паје Патка)         |
| Sir Quackly McDuck             | Квака МекПатак                                        |
| Della Duck                     | Дела Патка (а њен муж Џејми Патка)                    |
| Fethry Duck                    | Праја (Патак)                                         |
| Beagle boys (inc.)             | Булдози                                               |
| Magica De Spell                | Мага Врачевић                                         |
| Ratface                        | Вранко (гавран Маге Врачевић)                         |
| Angus McDuck                   | Дителм МекПатак                                       |
| Humperdink Duck                | Фармер Пера Патак                                     |
| Gus Goose                      | Гусан Гута                                            |
| Gyro Gearloose                 | Прока Проналазач                                      |
| Little helper                  | Прокин мали робот                                     |
| Gladstone Gender               | Цакани Цаја (у неким преводима и Срећко Срећковић)    |
| Daphne Duck & Goostave Gander  | Дафне и Густав (Цајини родитељи)                      |